# Гаер, Галина Григорьевна
Галина Григорьевна Гаер (19 апреля 1930, село Туссер, Приморская область — 29 мая 1975, Усть-Гур, Амурский район) — нанайская советская художница и мастерица декоративно-прикладного искусства, член Союза художников СССР (с 1975 года).

## Биография
Родилась 19 апреля 1930 года в селе Туссер Приморской области. Творчество Галины Гаер (в девичестве — Оненко) состоит из вышивок орнаментальных композиций, плетённых из тальниковых прутиков предметы (вазы, корзины, декоративные блюда и др.) и гравировок на бересте. В своих композициях она использовала чешую рыб, листья, травы и другие природные материалы. В 1970 году приняла участие в создании берестовых футляров для части тиража книги «Поклон тайге» от Хабаровского книжного издательства, который был представлен на Всемирной выставке ЭКСПО-70 в Японии. Её работы находятся в краеведческих музеях Амурска, Комсомольска-на-Амуре, Хабаровска и в Российском этнографическом музее.
Гаер — единственная жительница Амурского района, ставшая членом Союза художников РСФСР. С 1975 года член Союза художников СССР.
Скончалась 29 мая 1975 года в селе Усть-Гур. Работы Галины Гаер не сохранились в полном объёме — часть из них: тринадцать вышивок халатов и около двадцати плетёных изделий были захоронены вместе с их автором, согласно народному обряду.

## Память. Критика
В 1998 году был проведён день памяти художницы, а вблизи села Омми в её честь был установлен памятный камень за авторством художника Александра Реутова, отнёсший Галину Гаер к «настоящим и даровитым» художницам. Её творчество также было отмечено в работах искусствоведов В. Г. Стариковой и К. П. Белобородовой.

## Награды
- Диплом I степени Всесоюзного фестиваля самодеятельного искусства (1967) — за творческие успехи на краевом смотре художественной самодеятельности[5].